# 鳥居瀬兵衛
鳥居 瀬兵衛（とりい せべえ、文化7年（1810年） - 元治元年10月5日（1864年11月4日））は幕末期の水戸藩士。諱は信義、後に忠順。幼名は源次郎、松次郎。天狗党の乱に際して宍戸藩主・松平頼徳とともに水戸に赴き、那珂湊にて戦ったが降伏・出頭の上、処刑された。墓所は茨城県水戸市千波町円通寺。位階は贈正五位。

## 家系
父は水戸藩士・松平信任、母は松平信恭の女。鳥居瀬兵衛忠蔵の養子となり、忠蔵の女を妻とする。
鳥居瀬兵衛家は、譜代大名鳥居氏の傍流。鳥居元忠の四男・鳥居忠勝（瀬兵衛）を祖とする。代々700石取りの水戸藩の重臣であった。

## 生涯
鳥居瀬兵衛は天保8年（1837年）、家督相続、700石となり中ノ寄合に任ぜられ、同11年（1840年）には小姓、13年（1842年）使番と昇任を重ね、弘化2年（1845年）歩行頭、同3年（1846年）に寄合指引となる。同4年（1847年）には新番頭、嘉永4年（1851年）には書院番頭となり、安政3年（1856年）に大番頭に昇任、与力がつけられる。同年11月には大寄合頭となり、安政5年（1858年）に大寄合頭上座用達、同6年（1859年）には御備立諫練司兼務、万延元年（1860年）、兼務を免ぜられ表勤となり再び用達となる。文久3年（1863年）、藩主・徳川慶篤が上洛すると留守居心得を勤め、元治元年（1864年）、水戸天狗党の乱が起こると、水戸藩内親幕勢力である諸生派と対立し、藩主目代として水戸に下向した宍戸藩主・松平頼徳にしたがって尊皇攘夷派を率いて、諸生派と合戦に及ぶ。しかし、江戸幕府が諸生派方につき、尊皇攘夷派が賊軍となると、目代頼徳が幕府に降伏、鳥居瀬兵衛も降伏を余儀なくされた。このため、瀬兵衛は水戸に出頭を命ぜられ、同年10月、斬死した。享年55。維新後、大正4年（1915年）に正五位を贈位された。